# Freydís Eiríksdóttir
Es diu que Freydís Eiríksdóttir va néixer el 980, filla d'Eric el Roig (Eiriks+dottir significa "filla d'Eirik" com a patronímic) i se l'associa amb l'exploració nòrdica d'Amèrica i amb el descobriment de Vinland amb el seu germà Leif Erikson. Les úniques fonts medievals i primàries que parlen de Freydís són les dues Sagues de Vinlàndia; la Grœnlendinga saga i la Eiríks saga rauða. Freydís apareix com una dona masculina i de personalitat forta que desafiaria les normes de la seva societat.

## Eiríks saga rauða
Freydís és descrita com a mitja germana de Leif Erikson. Escrita després de la Grœnlendinga saga al segle xiii, Freydis és retratada com una guerrera vikinga valenta i protectora. Es va unir a una expedició a Vinland dirigida per Þorfinnr Karlsefni, però només és esmentada un cop a la saga quan l'expedició va ser atacada pels natius (també coneguts com a skrælingjar en islandès). Els nadius atacaren sigil·losament el campament de l'expedició i s'informa que van usar catapultes (no verificat).
Molts dels invasors nòrdics s'esglaiaren perquè mai havien vist tals armes. Quan els homes van fugir durant la confusió, Freydís, que era embarassada de vuit mesos, els va amonestar dient:
| « | Per què fugiu d'aquestes insignificants criatures, homes robustos que sou, quan, com em sembla probable que podríeu matar-los com si fossin ramat? Doneu-me una arma! Sé que podria lluitar millor que qualsevol de vosaltres Ignorada, Freydís agafa l'espasa del caigut Snorri Thorbrandsson i marxa contra els atacants indígenes. Ella desfà el seu vestit exposant un pit i colpejant l'empunyadura de l'espasa contra el seu pit va donar un ferotge crit de batalla. Amb això, els indígenes es van retirar als seus vaixells i van fugir. Karlsefni i els altres supervivents van recriminar el seu comportament en lloc d'oferir qualsevol elogi. | » |

La saga d'Eric el Roig afirma que Freydis, Karlsefni, i altres van lloar seva sort.

## Grœnlendinga saga
Segons la Grœnlendinga saga, després de les expedicions a Vinlandia dirigides per Leifr Eiríksson, Þorvaldr Eiríksson i Þorfinnr Karlsefni realitzades amb cert èxit, Freydís volia prestigi i riquesa associats amb un viatge a Vinlandia. Ella fa un tracte amb dos islandesos, Helgi i Finnbogi, pel qual havien d'anar plegats a Vinland i compartir tots els beneficis a parts iguals. Ells van acordar portar el mateix nombre d'homes, però Freydís en va portar més en secret.
A Vinlanda, Freydís va trair als seus companys, els va atacar mentre dormien i els va matar. Ella executa personalment les cinc dones del grup anterior perquè cap havia d'assabentar-se de l'assumpte. Freydís vol ocultar la seva traïció i amenaça amb la mort a qualsevol que parli dels assassinats. Torna a Groenlàndia al cap d'un any i narra el relat que Helgi i Finnbogi havien decidit quedar-se a Vinlanda.
Però no tots guarden silenci i la història dels assassinats arriba finalment a oïdes de Leifr. Ell va torturar a tres homes de l'expedició de Freydís fins que van confessar tot l'ocorregut. Encara que li van disgustar els successos, no va voler «fer-li a Freydís, la meva germana, el que es mereix».

## Adaptacions en ficció
- L'artista islandesa Stebba Ósk Ómarsdóttir i l'escriptor espanyol Salva Rubio van publicar un llibre il·lustrat sobre la història de Freydís Eiríksdottir en 2015.[3][3][4]
- Joan Clark va publicar una novel·la de ficció amb Freydís com a protagonista, anomenada Eriksdottir en 2002.
- L'escriptora per a nens australiana Jackie French usà Freydis com un dels personatges a la seva novel·la de 2005 They Came on Viking Ships.[5]
- El popular bloc convertit en llibre Rejected Princesses mostra Freydis en un dels posts.
- La novel·la de William Vollmann, The Ice Shirt, especula parcialment sobre Eiríksdóttir a Vinland.
- La història de Freydis és contada en primera persona a Forest Child, el segon llibre de Vikings of the New World Saga de Heather Day Gilbert (WoodHaven Press, 2016).
- Katia Winter intepreta a Freydís als episodis "Beebo the God of War" i "The Good, the Bad, and the Cuddly" a DC's Legends of Tomorrow